# Неруда-Норман, Вильма
Вильма Неруда-Норман (нем. Wilma Neruda-Norman, урождённая Вильгельмина Мария Франциска Неруда, нем. Wilhelmina Maria Franziska Neruda, во втором браке чаще всего просто Леди Халле, англ. Lady Hallé; 21 марта 1838, Брно — 15 апреля 1911, Берлин) — британская скрипачка и педагог чешского происхождения. Дочь городского органиста Йозефа Неруды, сестра Алоиса и Франца Ксавера Неруды.

## Биография
Ученица своего отца, затем занималась в Вене у Леопольда Янсы. С семилетнего возраста выступала с концертами, часто в сопровождении своей старшей сестры Амалии, пианистки, или в составе семейного квартета (вторая скрипка — сестра Мария, виолончель — брат Виктор, а затем брат Франц, альт — отец, Йозеф Неруда).
В 1849 году Вильма гастролировала в Российской империи.
В 1864 году вышла замуж за Людвига Нормана, композитора и дирижёра Стокгольмской оперы, и некоторое время чередовала гастрольную деятельность с преподаванием в Шведской Королевской академии музыки.
Овдовев в 1885 году, тремя годами позже вышла замуж за пианиста и дирижёра сэра Чарльза Халле. Вместе со вторым мужем концертировала по всему миру, включая Австралию (1890) и Южную Африку (1895), где одно из выступлений супругов Халле, в Питермарицбурге, в сборном концерте с Крейцеровой сонатой Бетховена имело такой успех, что организаторы объявили об отмене оставшейся программы.
В 1898 году, уже после смерти Халле, леди Халле совершила свою единственную гастрольную поездку в США, а затем поселилась в Берлине, где в 1900—1902 гг. преподавала в Консерватории Штерна.

## След в культуре

### В музыке
Среди посвящённых Неруде сочинений — скрипичный концерт Op. 56 и третья скрипичная соната Op. 59 Нильса Гаде, вторая тетрадь «Испанских танцев» Пабло Сарасате, Концерт для скрипки с оркестром № 6 Op. 47 Анри Вьётана.

### В литературе
Норман-Неруда упоминается в повести Артура Конан-Дойля «Этюд в багровых тонах», где в одном эпизоде Шерлок Холмс собирается успеть на её концерт после расследования. Он говорит:

А теперь пообедаем и поедем слушать Норман Неруду. Она великолепно владеет смычком, и тон у неё удивительно чистый. Как мотив этой шопеновской вещицы, которую она так прелестно играет? Тра-ля-ля, лира-ля!..(Пер. с англ. Н. Тренёвой)
Оригинальный текст (англ.)And now for lunch, and then for Norman Neruda. Her attack and her bowing are splendid. What’s that little thing of Chopin’s she plays so magnificently: Tra-la-la-lira-lira-lay.

## Комментарии
1. ↑  В других источниках[каких?] 1839 и 1840.